# Казанський кремль

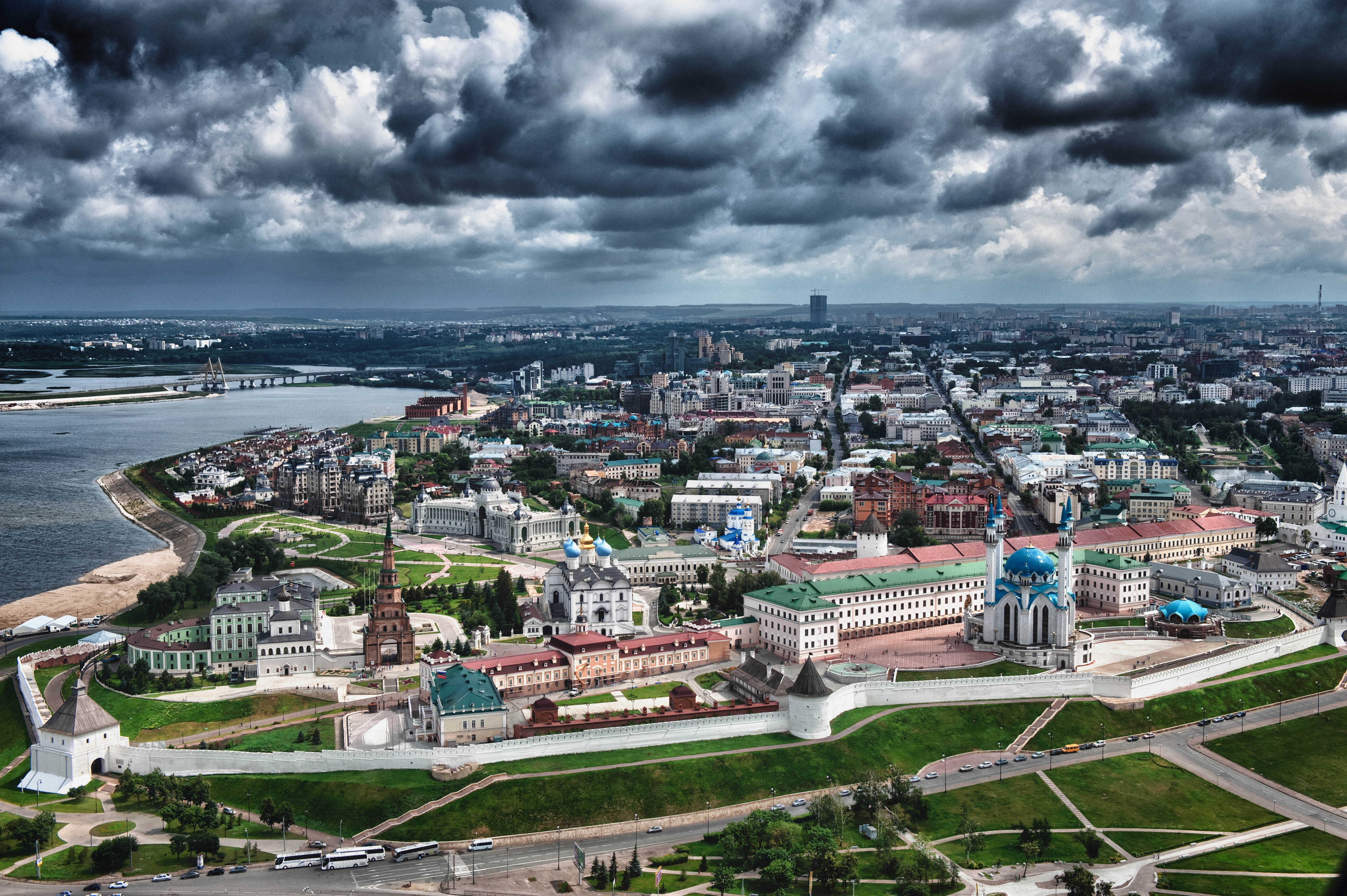

Казанський Кремль (тат. Казан кирмәне, Qazan kirmäne) — найдавніша частина-цитадель Казані, комплекс архітектурних, історичних та археологічних пам'яток, які розкривають багатовікову історію міста: археологічні залишки першого (XII—XIII ст.), другого (XIV—XV ст.) і третього городищ (XV—XVI ст.); білокам'яний кремль, декілька храмів і будівель, що мають велику історико-архітектурну і культурну цінність.
Офіційна резиденція Президента Республіки Татарстан. Об'єкт Всесвітньої спадщини ЮНЕСКО з 2000 року.
Територія Кремля представляє в плані неправильний багатокутник, що повторює обриси кремлівського пагорба, витягнутий з північного заходу, від річки Казанки, на південний схід, до Площі 1 травня. Розташований на мису високої тераси лівого берега Волги і лівого берега Казанки.

## Історія

### Найдавніша історія
До наших днів не збереглося письмових свідчень виникнення кремля, але за офіційною версією місто Казань було засноване на початку X століття. На початку свого існування Кремль іменувався Керман (тат. Кирмән). Будь-які письмові джерела щодо цього відсутні.

### XII—XIV століття. Булгарська фортеця

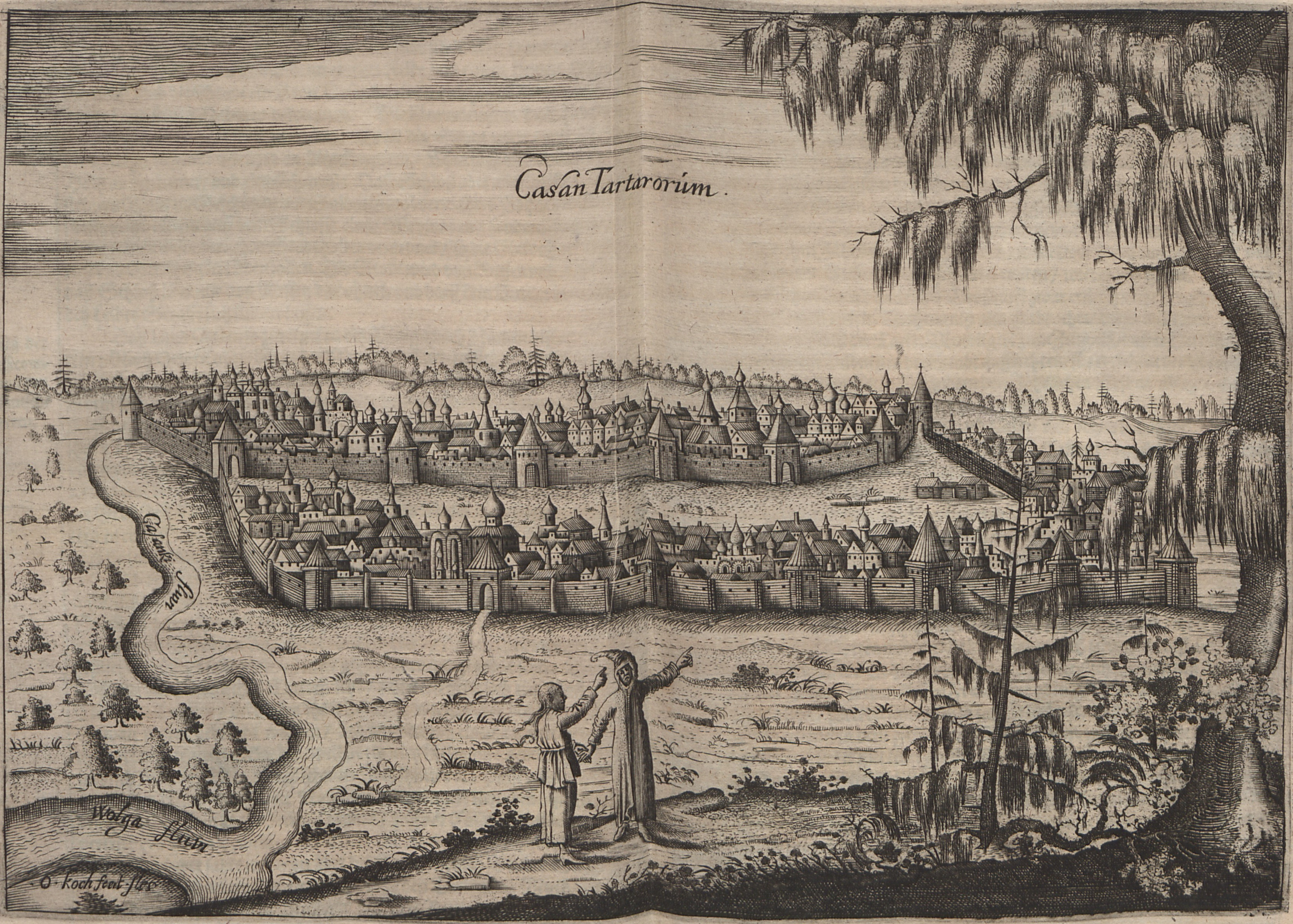
Кремль на гравюрі Олеаріуса, 1630

Найбільш ранні археологічні знахідки були виявлені у північній частині кремля, ближче до Казанки, там де знаходилося найдавніше булгарське укріплене поселення, і пізніше, протягом століття, фортеця Казанського ханства. Дослідники розходяться щодо датування дерев'яних фортечних споруд найдавнішого періоду: деякі вважають, що булгарське торгове поселення було вже зведене у X столітті, інші — тільки в XII столітті. Щодо характеру укріплень вчені також розходяться, одні вважають, що кам'яні стіни частково були зведені вже в XII столітті, інші вважають, що лише в XV або навіть XVI столітті, після реконструкції кремля за указом Івана Грозного псковськими зодчими.
З другої половини XIII століття до першої половини XV століття Кремль перетворюється на центр Казанського князівства (велайета) у складі Золотої Орди: у 1236 році монгольські орди на чолі з Батиєм вторглися в межі Волзької Булгарії, розорили столицю Булгар, а в 1240 році Булгарія, як і руські князівства, остаточно опинилася в підпорядкуванні Золотої Орди. Частина булгар втекла у райони Казанки і заснували Іскі-Казань, місто за 45 кілометрів від Казані. У 1370 році князь булгарський Хасан заклав основу фортеці на місці сучасного Казанського кремля, яка служила резиденцією булгарських князів до 1445 року.

### XV— перша половина XVI століття. Ханська фортеця

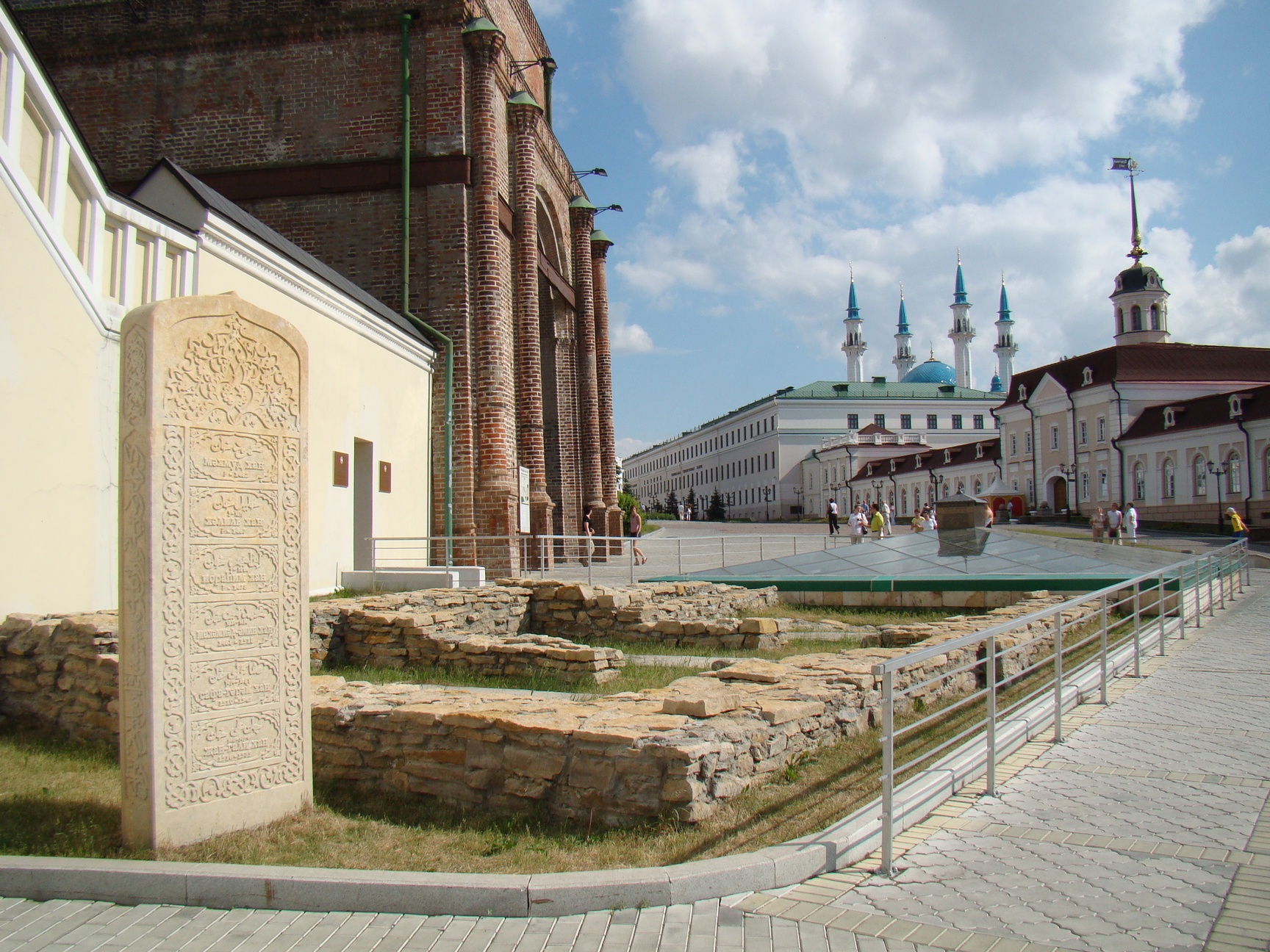
Пам'ятний знак біля фундаменту ханського мавзолею поруч із вежею Сююмбіке

Після розпаду Золотої Орди кремль став центром Казанського ханства, яке проіснувало з 1445 по 1552. Восени 1445 ординський хан Улуг-Мухаммед із трьотисячним загоном вояків захопив Казань, стратив булгарського князя Алимбека, заснувавши, таким чином, Казанське ханство на руїнах Волзької Булгарії, і незабаром відновив ординську систему збору данини з Московського князівства.
Ханська цитадель (Арк) була обнесена дубовими (можливо місцями кам'яними) стінами, товщиною до 9 метрів з 4 проїзними вежами: Нур-Алі, Єлабуга, Великі і Тюменські ворота. Мулистий Булак (від тат. «рукав», протока, яка з'єднувала річку Казанку і озеро Кабан) захищав фортецю із заходу. З найменш захищеної південно-східної сторони фортеця була обгороджена глибокими ровами.
Андрій Курбський залишив такий опис Казані: «а від Казань-річки гора така висока, іже оком воззрити прикро; на ній град стоїть і царські палати і мечеті зело високі, муровані, идеже їх померлі царие клалися, числом памятимися, п'ять…» («муровані» — кам'яні).
Соборна мечеть мала за переказами 8 мінаретів, при мечетях перебували медресе і мавзолеї (дюрбе). Є всі підстави вважати, що зовнішній вигляд мечетей був схожий із кам'яними будівлями того ж часу в Касимові і Булгарі, де гладкі площині стін контрастують з витонченими різьбленими та керамічними вставками елементів декору.
Тезицкий (араб. тезик — «купець») рів відділяв ханську цитадель від південної частини, де забудова була дерев'яною. Тут селилися наближені хана та знаходилося кладовище.

### Друга половина XVI століття. Будівництво кам'яного кремля

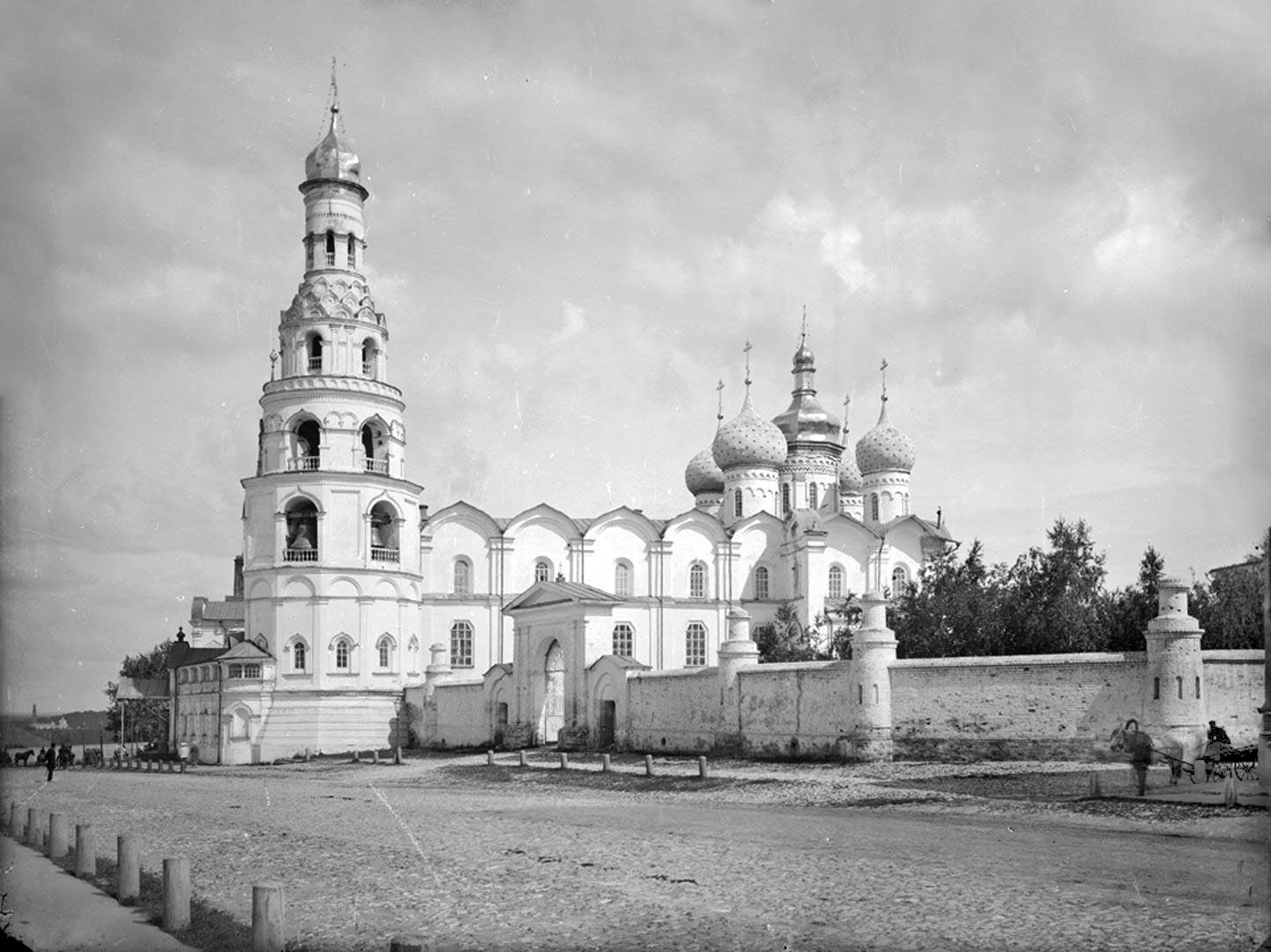
Благовіщенський собор та дзвіниця на початку XX століття

Після облоги Казані Іваном Грозним у 1552 фортеця лежала в руїнах. Для будівництва нового білокам'яного кремля цар закликав псковських зодчих Постника Яковлєва та Івана Ширяя (будівельників Собору Василія Блаженного), як оповідає літопис «Стіни градные розбиті і горілі государ назидати признач, для чого псковським старостам „та з ними церковним і городовому майстру Постникові Яковлєву та мулярам псковським Іванка Ширяю з товаришами до весни в Казані нове місто Казань делати, прибрати двісті чоловік псковських мулярів, стенщиков та ломцев, скільки людина буде пригоже“. Фортеця була значно розширена, 6 веж (із 13) побудували з каменю (п'ять були проїзними), але в XVI столітті вдалося лише на третину замінити дерев'яні стіни (загальною довжиною 1800 метрів) кам'яними і більшу частину стін та башт кремля звели з дуба. Тільки на початку XVII століття відбувається остаточна заміна дерев'яних оборонних споруд Казанського кремля на кам'яні.

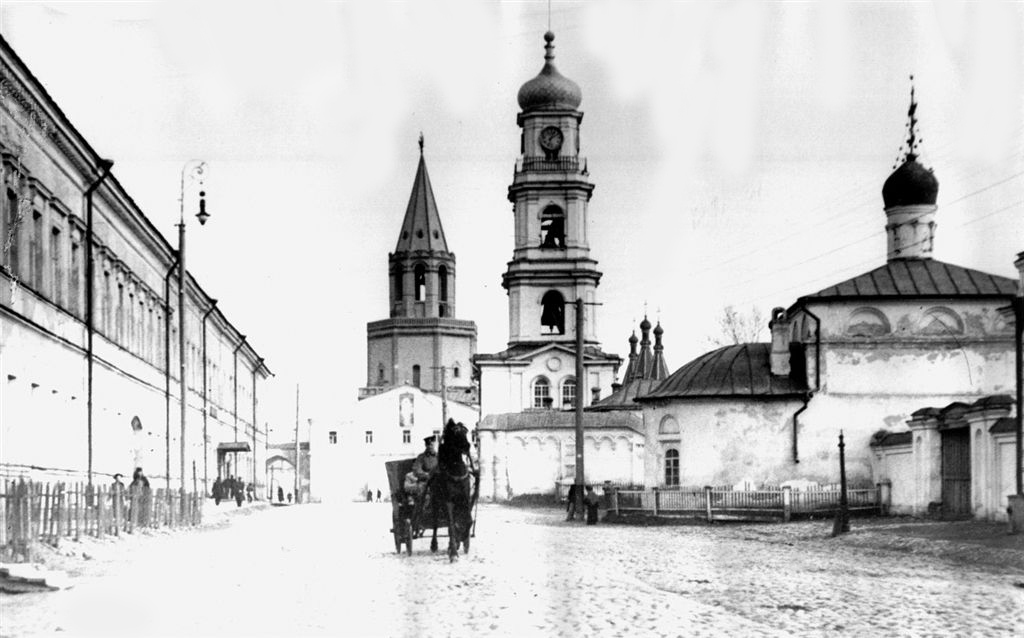
Церква Кипріяна іта Іустинії, XVI століття (знесена після 1917), на задньому плані дзвіниця Спаського монастиря

Разом із зведенням стін псковські майстри побудували і перші православні храми Казанського кремля: Благовіщенський собор, церква Кипріяна та Іустини, церква Дмитра Солунського у Дмитрівській вежі, Спаську (в честь ікони Нерукотворного Образу) церква у Спаській вежі, а також два монастирі — Троїце-Сергієвський з дерев'яними Троїцьким і Сергієвським храмами та Спасо-Преображенський, з кам'яним храмом Миколи Ратного і кам'яним, з тесаного вапняку, підклетом дерев'яного (в XVI столітті) Преображенського собору.
Довгий час (більше півтора століть) в Казанському кремлі зберігалося п'ять кам'яних будівель ханського часу (ханська мечеть, ханський палац і мавзолеї), що використовуються в якості складських приміщень для зберігання зброї та боєприпасів, але з часом за старістю вони були розібрані.
Англієць Д. Флетчер залишив примітні спогади про російські кремлі в XVI столітті: „чотири фортеці — Смоленськ, Псков, Казанська і Астраханська побудовані дуже добре і можуть витримати будь-яку облогу… їх шанують неприступними“.
Цікаве свідчення кремля і міста рубежу століть залишив у 1599 році направлений до царя Бориса Годунова секретар перського посольства Орудж-бек (згодом прийняв в Іспанії християнство і далі відомий як Дон Хуан Перський): „Ми прибули у дуже велике місто, що належить російському цареві. Воно називається Казань і має більше п'ятдесяти тисяч жителів-християн. У місті багато церков і в них стільки великих дзвонів, що в переддень свята неможливо заснути. … Всі будинки цього міста дерев'яні, але є велика і сильна фортеця з кам'яними стінами; в ній міститься досить значна кількість ратників, які вночі тримають пости — все одно як в Іспанії, Італії та Фландрії“.

### XVII століття
Після пожежі 1672 року в кремлі почалося цегляне будівництво, ряд башт у тому числі Спаська були значно перебудовані московськими (судячи за стилістичними критеріями) зодчими.

### XVIII століття

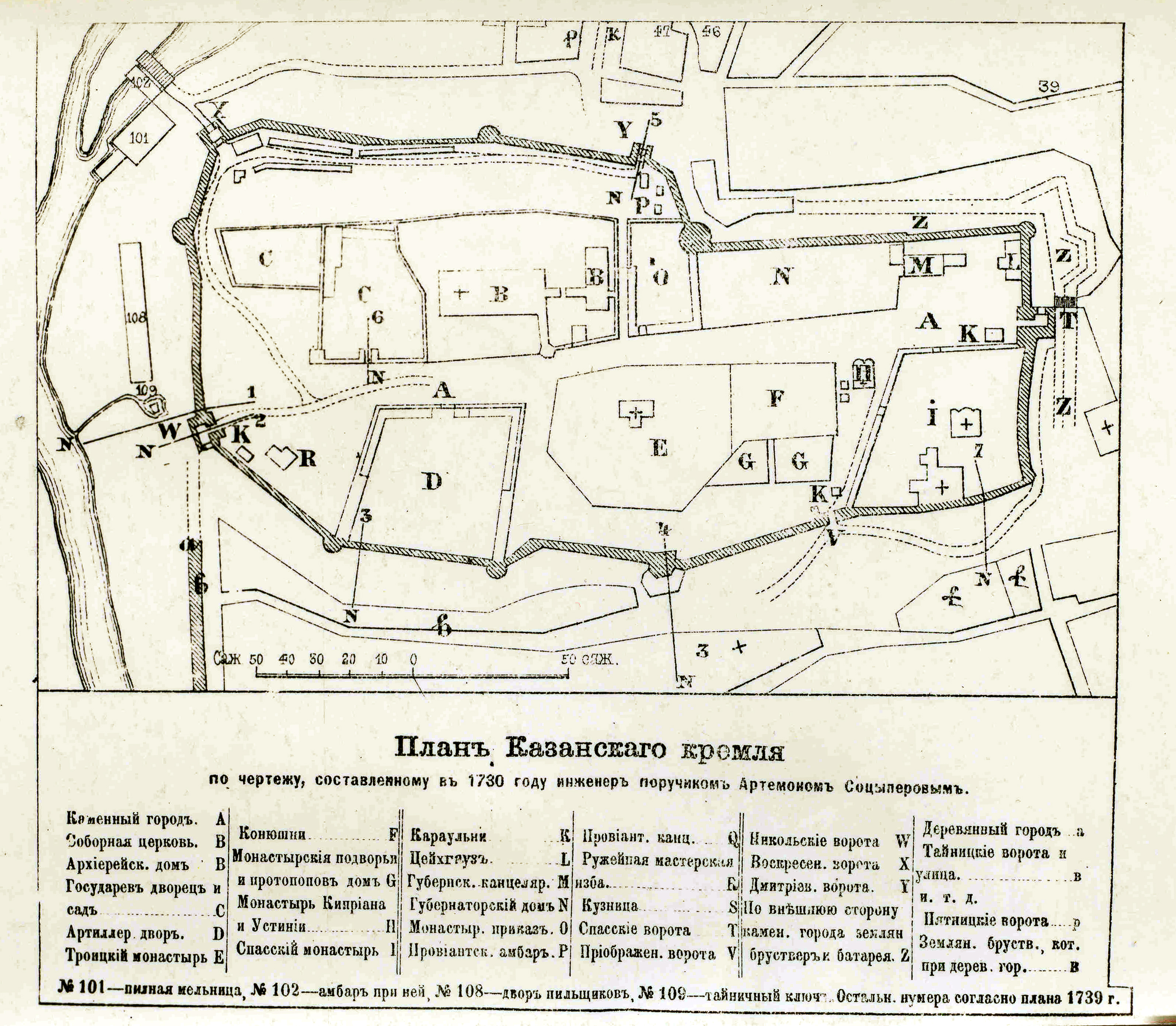
План Казанського кремля 1730 року

Внаслідок розширення Московського царства Казанський Кремль втратив свою військову функцію, однак зміцнився як адміністративний і культурний центр Поволжя. У 1708 році була утворена Казанська губернія, що відбилося і на архітектурному вигляді кремля. Протягом наступних століть у ньому були зведені губернаторський палац, будівлі присутствених місць, юнкерське училище, новий архієрейський будинок, будівля духовної консисторії, значно реконструйований Благовіщенський собор.
Пугачовське повстання 1773-1775 років знову перетворило Казанський кремль на фортецю, яку повстанці обстрілювали гарматами протягом двох днів. 14 липня 1774 року війська Омеляна Пугачова були змушені відступити від Казані. Тим не менш, Омелян Пугачов все ж побував у кремлі Казані — він утримувався там в одному з казематів перед відправкою на страту до Москви.
З 1774 року архітектор Василь Кафтирьов почав втілювати в життя височайше затверджений регулярний план міської забудови Казані, в якому передбачалося зведення у Кремлі ансамблю присутствених місць. Розпочалася комплексна забудова прилеглих до кремля площ і вулиць. Він став відправною точкою, від нього радіально відходили широкі вулиці.

### XIX століття

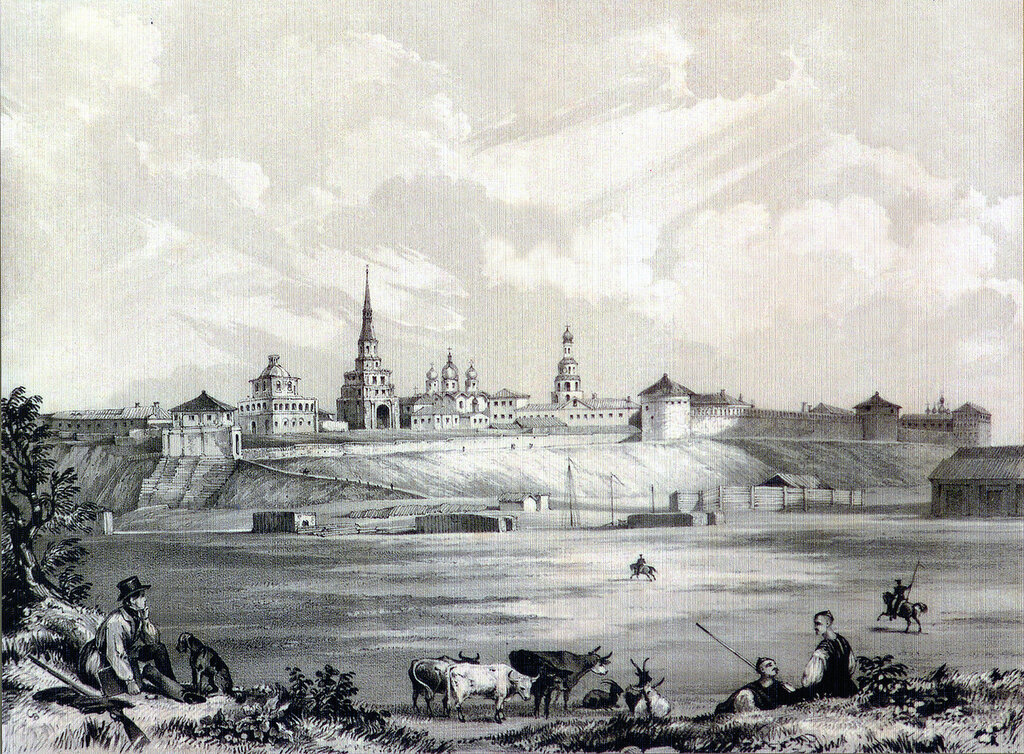
Кремль на гравюрі Едварда Турнереллі, 1839 рік.

У 1800 році видавець і просвітитель Максим Невзоров залишив опис головної фортеці великої Казанської губернії: „В ній знаходиться соборна Благовіщенська церква, Спасо-Преображенський 2-го класу чоловічий монастир, церква Кипріяна та Іустини, архієрейський будинок з духовною консисторією, присутствені місця і з'єднаний з ними генерал-губернаторський будинок з усіма службами, артилерійський цейхгауз, гауптвахта, старий оберкомендантский будинок, колодничі каземати, дерев'яні старі провіантські і соляні магазини“.
Під час Наполеонівської навали, на території Казанського кремля діяв завод з виготовлення та ремонту гармат.
До кінця XIX століття склався як сам внутрішній архітектурний комплекс Кремля, так і оточуючий його сучасний міський ансамбль.

### XX століття

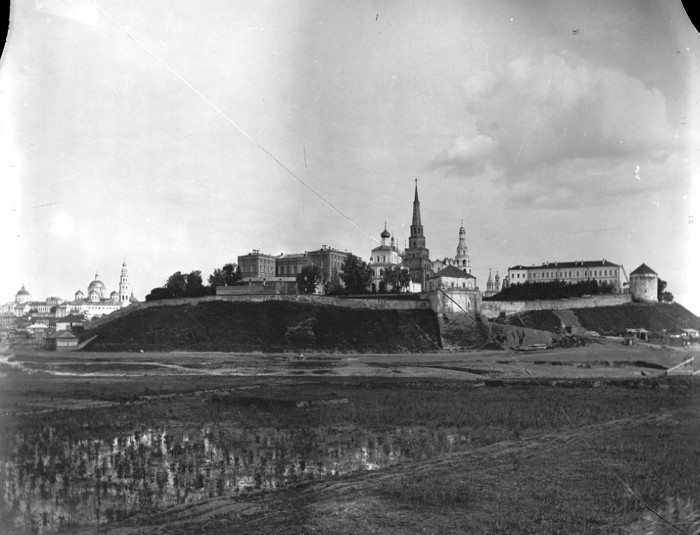
Кремль, 1911 рік.

Після революції 1917 року, в 1920-1930-х роках, в період боротьби з релігією, в Казанському кремлі були зруйновані дзвіниця і соборний храм Спаського монастиря, дзвіниця Благовіщенського собору, церква Кипріяна та Іустинії, Спаська каплиця при Спаській вежі, втрачені іконостаси, шановані ікони і реліквії кремлівських церков.
У радянський період триває археологічне вивчення кремля (з 1917 року: М. Бороздін, М. Калінін, з 1976 року — А.X. Халіков), розпочате ще в XIX столітті професором Казанського університету Н. П. Загоскіним, П. А. Пономарьовим та іншими казанськими краєзнавцями. У 1960-ті роки була створена Татарська реставраційна майстерня.
З утворенням Республіки Татарстан у 1992 році Казанський кремль стає резиденцією Президента Республіки Татарстан.
У 1993—1994 роках були розроблені «Основні напрямки реконструкції і розвитку комплексу Казанського Кремля». 22 січня 1994 року указом президента Республіки Татарстан створюється Державний історико-архітектурний і художній музей-заповідник «Казанський Кремль», що поклав початок планомірного наукового вивчення та реставрації комплексу Кремля.
Була відреставрована велика частина оборонних стін, а також три вежі — Преображенська, Тайницька, Воскресенська. Основи чотирьох раніше обрушилися, тому були розібрані. Ці вежі були вивчені археологами, після чого була виконана їх консервація та музеєфікація. Також консервації з музеєфікацією зазнали кілька об'єктів XV—XVI століття в древній частині Кремля: археологічні залишки однієї з представницьких будівель з комплексу ханського двору, ханської мечеті, усипальниці казанських ханів. Було розпочато зведення мавзолею для перепоховання останків ханів, вилучені під час розкопок.
В ході розкопок було також виявлено цвинтар Троїцького монастиря, некрополь і „печерка“ Спасо-Преображенського монастиря, де під товщею асфальту і щебеню (після вибуху Преображенського собору в 1930 р.) збереглися поховання місцевошанованих казанських святих.
З допомогою зміцнення фундаментів вдалося зупинити падіння вежі Сююмбіке (з відхиленням від осі майже на 2 метри).
У цей час повністю відреставрований губернаторський палац (з відродженням палацового анфіладного планування і парадної площі перед головним фасадом) і Палацова церква.

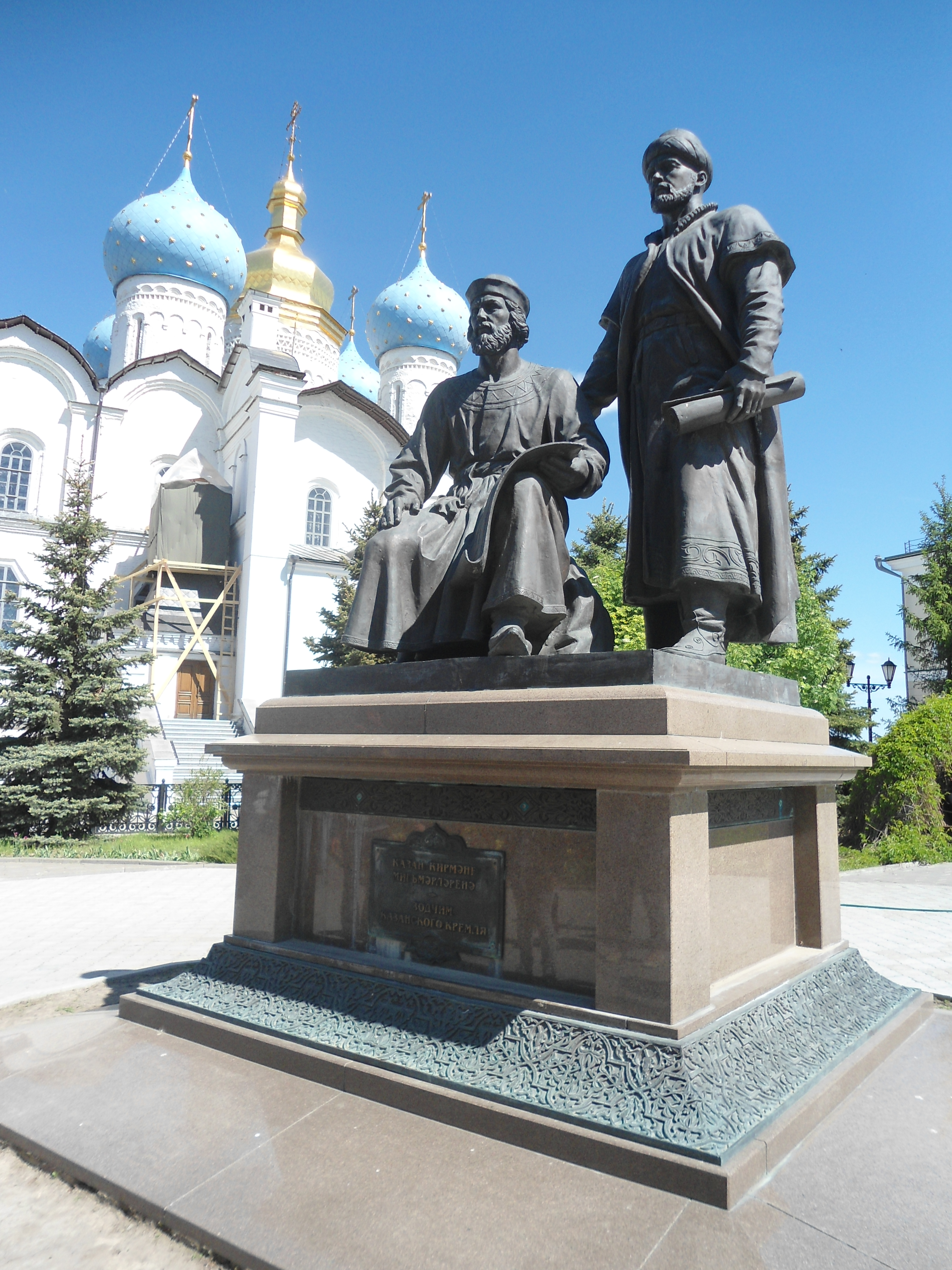
Пам'ятник татарським та російським зодчим

Також було відреставровано чотири будівлі, що входять у комплекс Гарматного двору. У комплексі Архієрейського двору відреставрований кафедральний Благовіщенський собор.
У 1995 році почалися роботи по відтворенню легендарної мечеті Кул Шаріф та реставрації інтер'єрів: розкриття фресок, відтворення іконостасу Благовіщенського кафедрального собору. Під собором був розчищений підземний храм „Всіх святих“ з некрополем Казанських архієреїв, відреставрована келія першосвятителя казанського Гурія, що примикає до собору з півдня. Комплекс мечеті спочатку був запланований як культовий, культурно-просвітницький і меморіальний центр, тому в нижньому поверсі будівлі розмістили Музей Ісламу.
30 листопада 2000 року на сесії Комітету з Всесвітньої спадщини ЮНЕСКО Казанський кремль був включений до списку Всесвітньої спадщини ЮНЕСКО.
Казанський кремль увібрав в себе досягнення татарського і російського містобудівного мистецтва, в пам'ять про це в кремлі у сквері біля Благовіщенського собору встановлений пам'ятник татарським та російським зодчим.

## Архітектурний ансамбль Казанського кремля
Стіни і башти
Вежі й будови казанського кремля:}}
1. Спаська проїзна башта 

2. Південно-західна кругла вежа 

3. Преображенська проїзна башта 

4. Багатогранна вежа (не збереглася) 

5. Безіменна кругла вежа 

6. Північно-західна кругла вежа (не збереглася) 

7. Тайницкая проїзна башта. 

8. Північна кругла вежа (не збереглася) 

9. Воскресенська проїзна башта 

10. Північно-східна кругла вежа (не збереглася) 

11. Дмитрівська проїзна башта (не збереглася) 

12. консисторського кругла вежа 

13. Південно-східна кругла вежа 

14. Благовіщенський собор 

15. Церква Ніколи Ратного Спасо-Преображенського монастиря 

16. Преображенський собор Спасо-Преображенського монастиря 

17. Гауптвахта 

18. Вежа Сююмбике 

19. Палацова церква 

20. Губернаторський палац 

21. Північної корпус Артилерійського двору 

22. Консисторія 

23. Архієрейський будинок 

24. Головний корпус Артилерійського двору 

25. Юнкерське училище 

26. Манеж 

27. Губернська канцелярія (Будівля присутствених місць) 

28. Мечеть Кул-Шаріф 

29. Західний корпус Артилерійського двору 

30. Південний корпус Артилерійського двору]]
Після завершення будівництва стін і веж псковскими зодчими, в кремлі було 13 веж, з яких 5 — проїзних, 7 круглих і 1 п'ятигранна в плані. Через ветхість у XIX столітті були розібрані Північна, Східна, П'ятигранна та одна безіменна західна вежа.
При реконструкції в першій половині XVIII століття Спаська і Тайницька вежі були надбудовані додатковими цегляними ярусами, цегляні завершення отримали також Преображенська, Консисторська та друга безіменна Західна вежі. У XIX столітті Дмитровська вежа була розібрана, а на її місці з'явилася проїзна арка, а Воскресенська вежа втратила надбрамну церкву.
Прясла між вежами спочатку завершувалися прямими зубцями, критими тесаної покрівлею, а до XVII—XVIII ст. отримали вид бойової стіни з арочними прикрасами — «ластівчиними хвостами» на її фасаді. Кладка стін і веж була виконана на вапняному розчині.

#### Вежі кремля
Далі за годинниковою стрілкою перераховані кремлівські вежі.
| Зображення | Опис |
| ---------- | --- |
|            | Спаська вежа. Побудована у другій половині XVI століття псковскими зодчими Іваном Ширяєвим та Постником Яковлєвим. З внутрішньої, північного боку фортеці до Спаської вежі примикала надбрамна Спаська церква, яка на цей момент стала одним цілим з вежею. Її типово Псковський по архітектурних елементів фасад звернений на головну вулицю кремля. Наприкінці XVII століття замість 3 яруси вежа була надбудована двома цегляними 8-гранями ярусами з цегляним ж шатром, отримавши свій нинішній, звичний казанцям вигляд. До 1917 р вежу вінчав двоголовий герб Російської держави, в верхньому ярусі в XVIII столітті було встановлено годинник «з дзвоном» і ще раніше перенесений з невеликої дзвіниці (нині втраченої, яка перебувала на прясла стіни по ліву сторону вежі) великий набатний дзвін. Перед вежею до середини XIX століття був рів з кам'яним мостом. |
|            | Південно-Західна вежа побудована одночасно зі Спаською вежею псковським майстрами і є класичним зразком псковського стилю оборонних споруд. |
|            | Преображенська вежа. Назва вежа отримала від Спасо-Преображенського монастиря кремля, який вона огороджувала з північного заходу. Незважаючи на те, що Преображенська вежа також побудована псковскими зодчими Постніком і Бармою, можливо вона була значно перебудована пізніше, так як має сильні сліди архітектурного впливу московського оборонного зодчества. Територія від Преображенської вежі до проїзний Спаської була додана до старої ханської фортеці псковським майстрами. |
|            | Багатогранна (п'ятигранна) вежа також побудована псковскими зодчими. Зберігся остов. |
|            | Безіменна кругла вежа — цегляна будівля, зведена ймовірно московськими зодчими в XVII столітті. |
|            | Північно-Західна вежа. Зберігся остов. |
|            | Тайницька вежа — зведена в теперішньому вигляді у 1550-ті роки Постником Яковлєвим, отримала назву від потаємного джерела, з якого можна було брати воду під час облоги (подібні «таємні» джерела були у Водовзводній, кутовій Арсенальній і Замоскворецькій (Беклемишева) вежах Московського кремля). В'їзд в вежу виконаний у формі «коліна», що збільшувало обороноздатність кремля. На місці Тайницької вежі перебувала за часів ханства вежа Нур Алі, в російській транскрипції Муралєєвой. Саме через Муралеєву вежу 22-річний цар Іван Грозний в'їхав у підкорене місто. |
|            | Північна кругла вежа. Зберігся остов. Побудована московськими зодчими в XVII столітті. Розібрана після пугачовської облоги Казані. |
|            | Воскресенська вежа побудована з цегли, імовірно (за стилістичними критеріями), московськими зодчими у 1670-ті роки. Проїзна, має кубічну форму. |
|            | Північно-східна кругла вежа розібрана після пугачевского штурму. |
|            | Дмитрівська проїзна башта розібрана після пугачовського штурму. Свою назву вежа отримала від розташованої поруч з нею церкви Святого великомученика Димитрія Солунського. |
|            | Консисторська вежа побудована з цегли московськими зодчими у XVII столітті. Свою назву отримала у XVIII столітті від побудованої поруч з вежею у Кремлі Духовної консисторії. На вежу можна піднятися, і пройтися по Прясла стіни — в сторону Південно-Східної вежі. Поруч з вежею археологічними розкопками виявлено так званий тезицький (Тєзіков араб. — купець) рів, що йшов від Консисторської вежі до Преображенської, відомий археолог М. Калінін і ряд вчених вважали тезицький рів південним кордоном ханської фортеці. |
|            | Південно-Східна кругла вежа — яскравий зразок псковського зодчества XVI століття. |

### Мечеть Кул-Шаріф

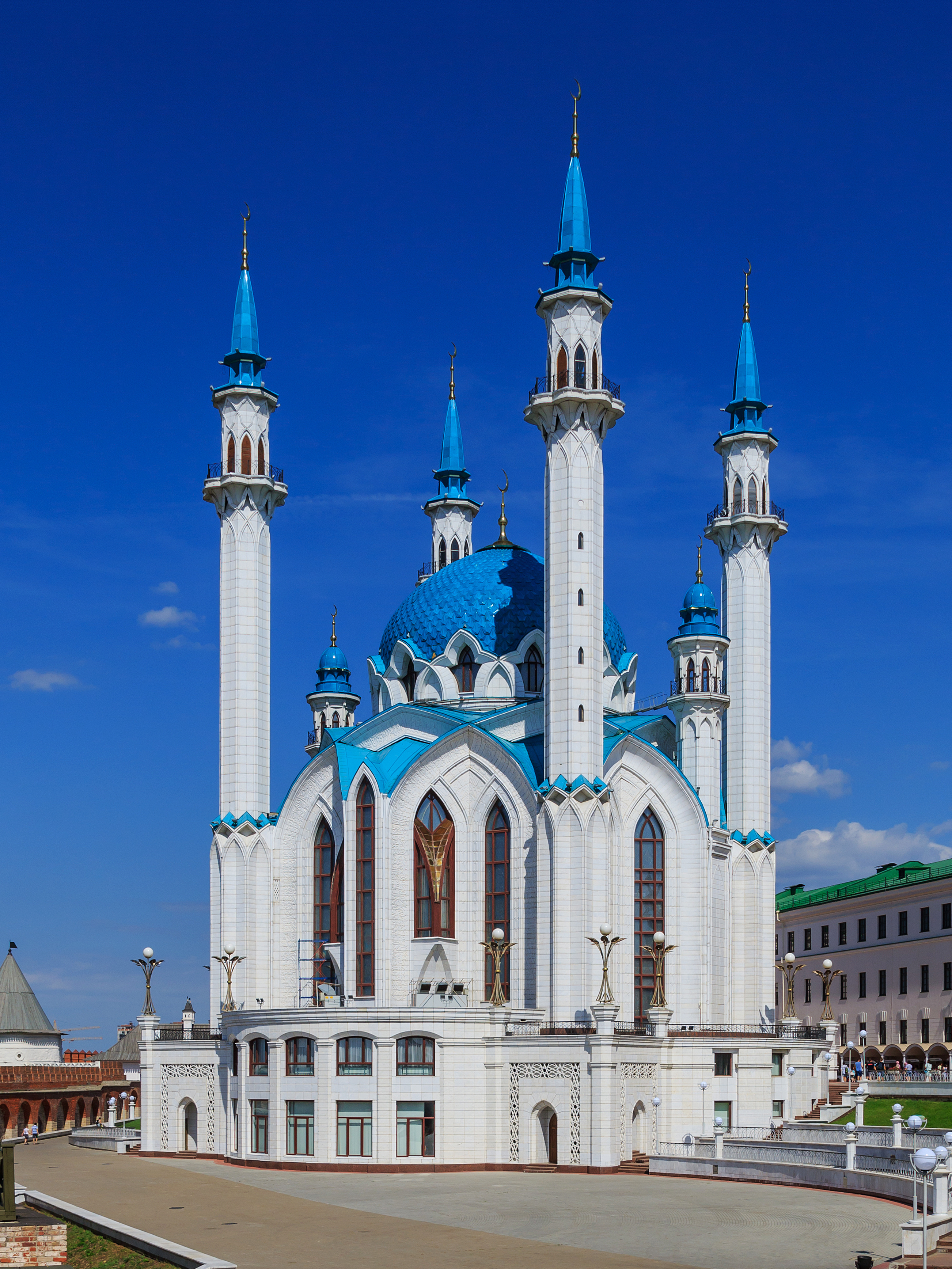
Мечеть Кул-Шаріф

Мечеть Кул Шаріф — головна джума-мечеть Республіки Татарстан і Казані (з 2005 року); розташована на території Казанського кремля.
Будівництво храму було розпочато в 1996 році як відтворення легендарної многомінаретной мечеті столиці Казанського ханства, центру релігійної освіти і розвитку наук Середнього Поволжя XVI століття. Мечеть була зруйнована в жовтні 1552 року під час штурму Казані військами Івана Грозного. Названа на честь її останнього імама Сеїд Кул-Шаріфа, одного з ватажків оборони Казані.
Купол висотою 36 метрів декорований формами, що асоціюються з образом і декоративними деталями «Казанської шапки». Висота кожного з чотирьох основних мінаретів 58 метрів. Архітектурно-художнє рішення зовнішнього вигляду мечеті досягнуто завдяки розробці смислових елементів, які зближують архітектуру мечеті з місцевими традиціями. Споруджена з білого мармуру і граніту, купол і мінарети бірюзового кольору.

### Благовіщенський собор

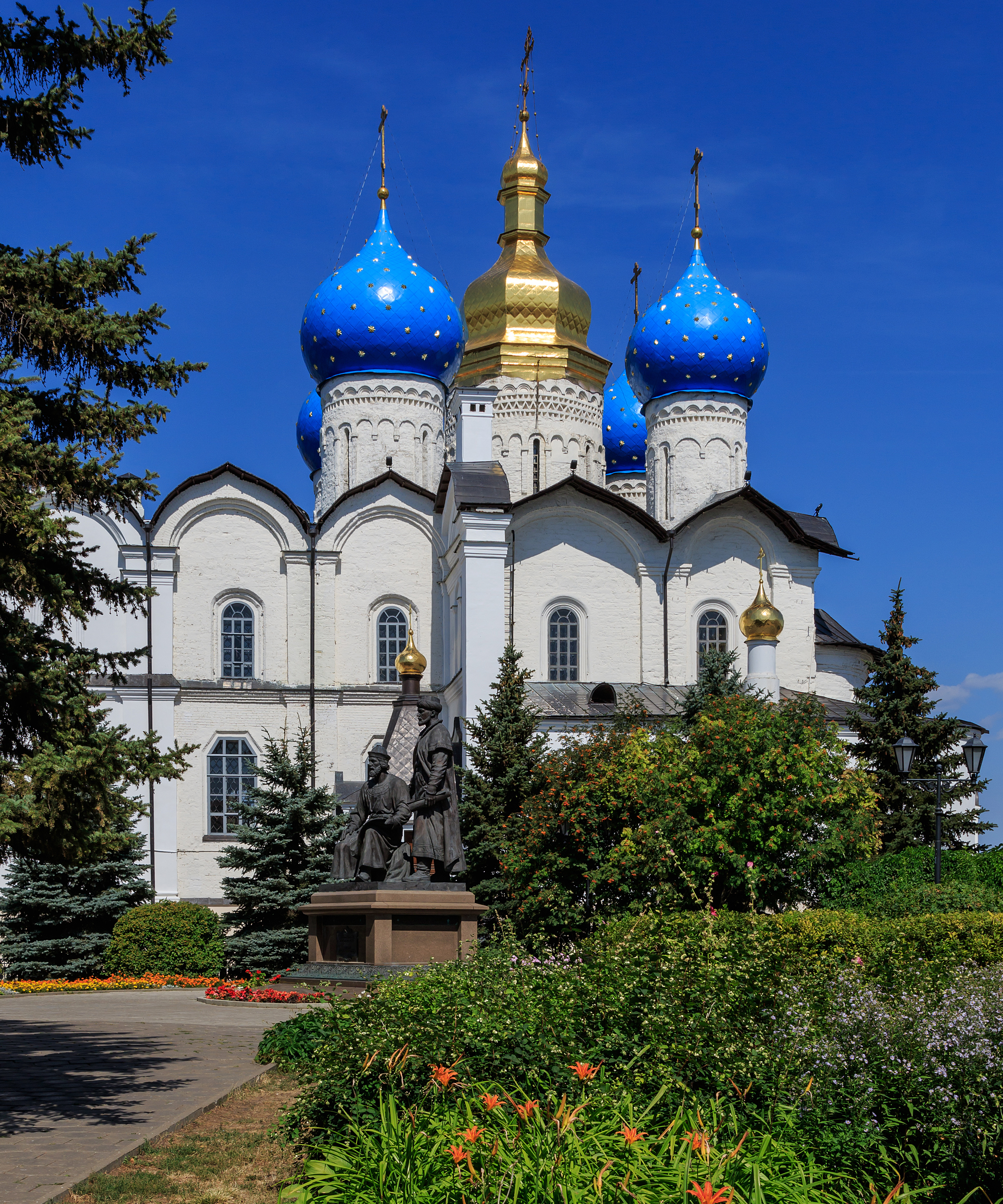
Благовіщенський собор

Побудований у XVI столітті псковськими архітекторами Іваном Ширяєм та Постником Яковлєвим. Білокам'яний хрестовокупольний у плані собор спочатку був майже в два рази менше сучасного храму, збільшився в результаті кількох реконструкцій. Звід спочиває на 6 круглих, як в Успенському соборі Московського кремля стовпах.
Куполи собору в XVI ст. мали шоломоподібну форму. Наприкінці XVI ст. до храму прибудовано бічні приділи: північний в ім'я св. Петра і Февронії муромських та південний в ім'я св. князів Бориса і Гліба, сполучених папертю, яка огинала центральний кубовидний об'єм собору.
У XVIII і XIX ст. ряд переробок радикально змінив вигляд собору, особливо вид із західної сторони. У 1736 році шоломоподібні куполи були замінені на цибулинні, а центральний купол отримав завершення у вигляді так званої «лазні» в стилі українського бароко. Поруч із собором стояла церква Різдва Христового, збудована в 1694 році при митрополиті Казанському Маркелле. До 1821 року Христоріздвяний храм сильно занепав, і технічна комісія запропонувала на його місці побудувати новий теплий храм. Імператор Микола I, який відвідав Казань у 1836 році, запропонував на місці Різдвяного храму збудувати нову теплу трапезну Благовіщенського собору, розширивши собор на захід. За проектом казанського губернського архітектора (1834—1844) Фоми Петонди (1794—1874) собор був розширений на захід, північ і південь, для чого були знесені одноповерхова трапезна і старий ґанок XVIII ст. Ця реконструкція зробила собор більш зручним для молитви, проте сильно змінила його спочатку гармонійний вигляд. З тих пір екстер'єр собору не змінювався, якщо не вважати руйнування побудованого за проектом Петонди ґанку собору, знесеного після революції, і знищеної в 1928 році прекрасної 5-ярусної дзвіниці XVII ст, яка берегла найбільший дзвін дореволюційної Казані. Вага його становила 1 500 пудів (близько 24 570 кг).

### Башта Сююмбіке

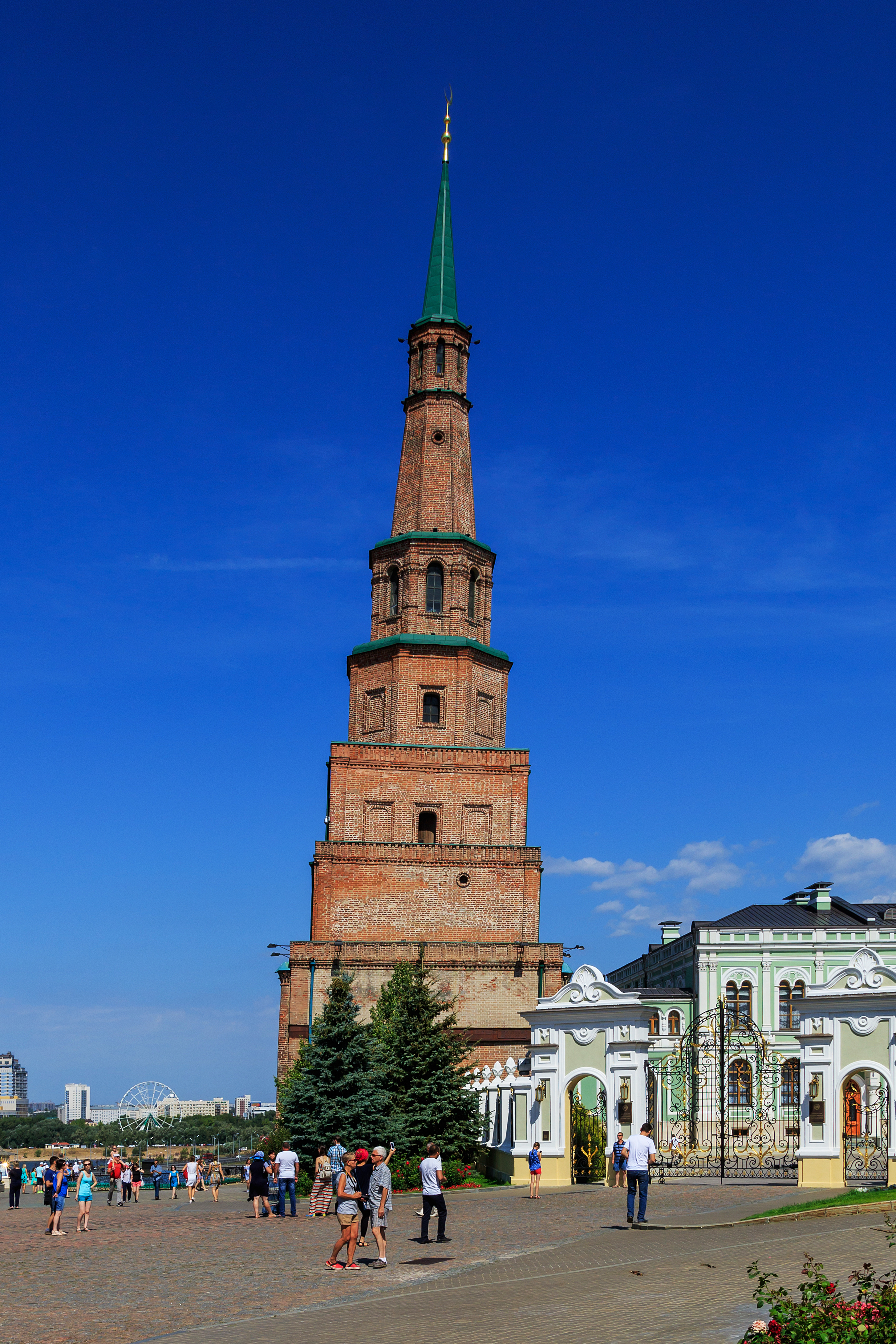
Башта Сююмбіке

У датуванні спорудження вежі вчені розходяться. В авторитетній праці «Казань у пам'ятках історії та культури. Під ред. С. С. Айдарова, А. Х. Халікова, М. Х. Хасанова та І. Н. Алєєва» вежа датується орієнтовно 1645—1650 роками. Прихильники гіпотези виникнення вежі після 1552 року в дозорну вказують на схожість вежі Сююмбіке з Боровицькою вежею Московського кремля. Відомий казанський краєзнавець, професор Імператорського Казанського університету М. П. Загоскін у XIX ст. вважав питання з датуванням вежі відкритим і схилявся до версії її виникнення в ханський період. Можливо, вежа була споруджена в період правління хана Шах-Алі, який встановив добрі відносини з московським князем. Висловлюються припущення, що московський князь міг прислати для побудови вежі в Казань майстрів, які будували Московський кремль, що і могло в результаті позначитися на схожості вежі Сююмбіке з Боровицькою вежею.
Башта складається з семи ярусів: перші три яруси в плані квадратні і мають відкриті галереї-гульбища, інші чотири — восьмикутні. Вежу завершує шести-гранний цегляний намет (висота 58 метрів або 34 сажні 6 футів), який до 1917 року був увінчаний двоголовим орлом, що стояв на позолоченому «яблуці» (за переказами казанських татар в кулі були укладені важливі документи, пов'язані з історією і культурою татар). Грані всіх ярусів прикрашені лопатками або тонкими цегляними валиками. У нижньому ярусі башти — наскрізний проїзд. На західному і східному фасадах пілони нижнього ярусу мають по дві приставні колони коринфського ордера, пересічені посередині висоти «типово російськими горизонтальними валиками». Стіни цегляні, розчин вапняний, фундамент спочиває на дубових палях. З 1917 до 1930-х років — російський герб замінили півмісяцем, у 1930-х рр. півмісяць прибрали, а у 1990-х рр. знову поставили на вежі.
Вежа занесена до списку сорока падаючих веж світу. Її відхилення від вертикалі складає 2 метри. Відхилення відбулося внаслідок просідання фундаменту в одній частині. На сьогоднішній день падіння башти зупинено.

### Президентський палац

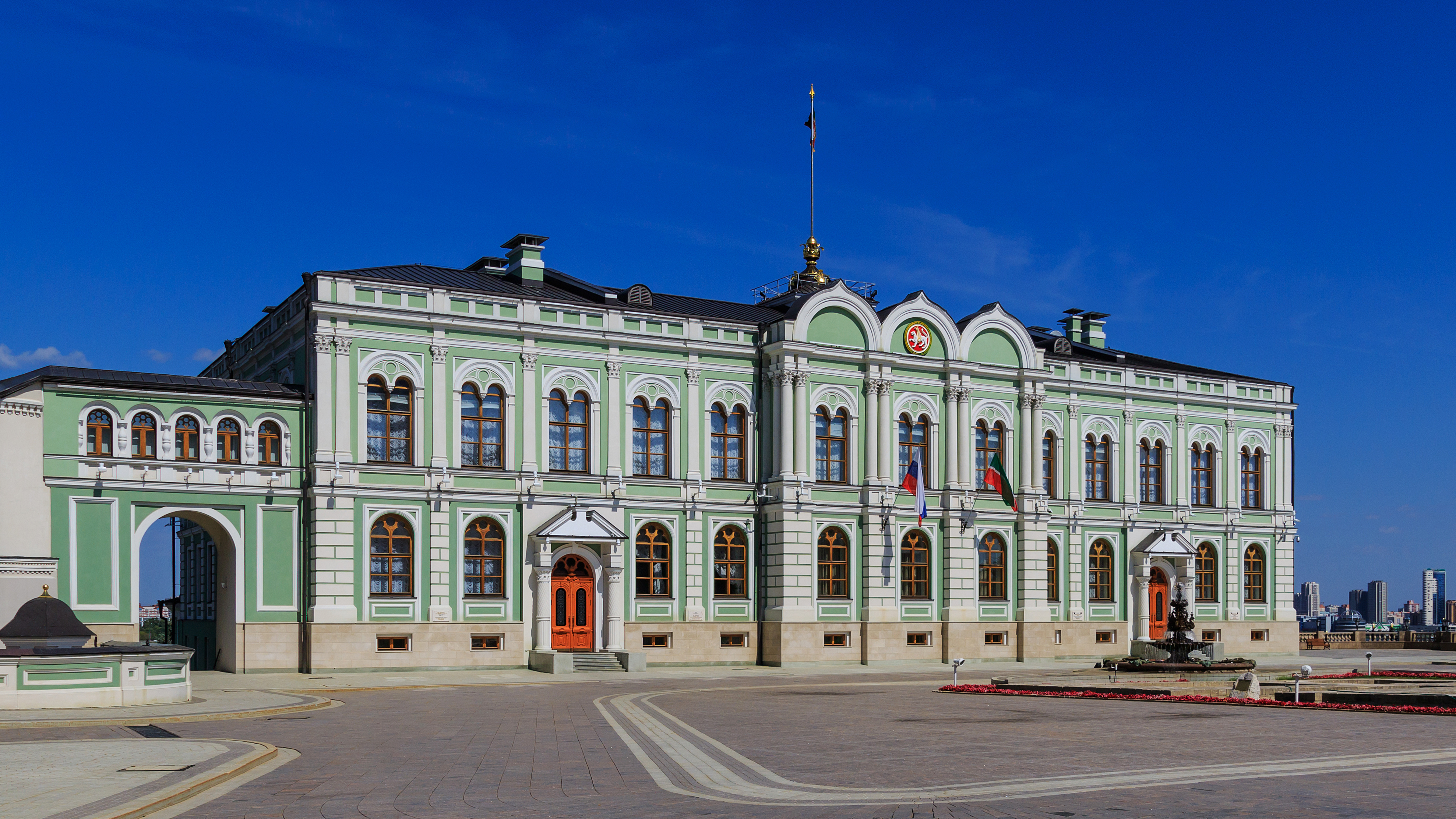
Президентський (колишній Губернаторський) палац

Палац казанського губернатора розташований у північній частині Кремля, на тому місці, де в давнину знаходився палац казанських ханів, а у XVIII столітті — обер-комендантська будинок.
Будівля побудована в 40-х роках XIX століття у так званому псевдовізантійському стилі. Проект «будинку військового губернатора з приміщеннями для імператорських квартир» склав відомий московський архітектор Костянтин Тон, автор проекту Великого Кремлівського палацу і Храму Христа Спасителя в Москві.
Палац складається з головного корпусу і прилеглої з двору циркумференції служб. Спорудженням палацу керував спрямований з Петербурга архітектор А. В. Піску, який відбудовував Казань після міської пожежі 1842 року. Оздоблення інтер'єрів проходила під керівництвом архітектора Михайла Коринфського, одного з архітекторів комплексу «імператорського Казанського університету».
Центр головного фасаду — ризаліт, завершений фронтом з трьома килеподібними арками, можливо, схожими з архітектурою ханського палацу. Будівля має два ґанки на двох ордерних колонах з арочними дверними прорізами. Перший і другий поверхи розбиваються поруч ордерних пілястр і арочних віконних прорізів. Фасад у плані являє півколо і має проїзд у внутрішній дворик палацу. В еклектичному декорі будівлі поєднуються елементи російського класицизму (членування коринфським ордером, рустовка першого поверху, загальна симетрія), бароко (разкреповка антаблемента над пучками колон головного ризаліту, характер фронтонів портиків) і давньоруського зодчества (висячі гирькі спарених арок вікон другого поверху, кілеподібні закомари центрального ризаліту, характер фігурних опор арочного підвісного переходу в Палацову церкву).
У радянський період в будівлі знаходилася Президія Верховної ради і Ради Міністрів Татарської АРСР. В даний час це резиденція Президента Республіки Татарстан.

### Дворцова (Введенська) церква

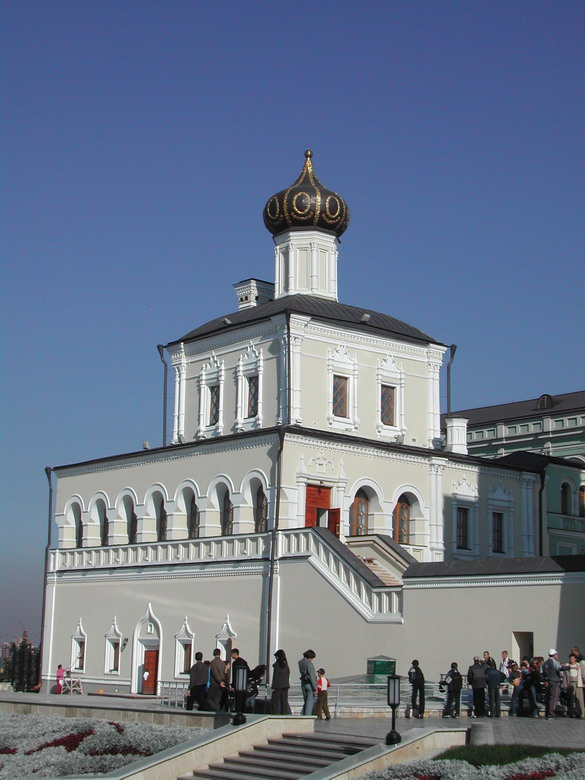
Дворцова (Введенська, освячена у 1859 році на честь Зішестя Св. Духа) церква

В авторитетній праці „Казань в пам'ятках історії та культури. Під ред. С. С. Айдарова, А. Х. Халікова, М. Х. Хасанова, І. Н. Алєєва“ автори схиляються до версії, що Палацова церква поставлена на місці, де в період Казанського ханства стояла мечеть Нур-Алі». Проте ця версія спирається на пізні джерела (експлікації до плану міста 1768 року, де храм вказаний як «церква, звернена з мечеті») і є однією з гіпотез історії Введенської (освяченої у ХІХ столітті на честь Зішестя святого Духа) церкви.
Введенська церква була сильно пошкоджена пожежею 1815 року і довго простояла в руїнах. За наказом Миколи I, який відвідав Казань в 1836 році, церква була відновлена на «височайше» затвердженим у 1852 році проектом як палацова при Губернаторському палаці. У 1859 році церква була освячена на честь Зішестя Святого Духа. Новий храм точно відтворював конструктивну схему і стилістичні особливості колишньої Введенської церкви, архітектурними аналогами якої в Казані можна вважати зруйновані Введенський собор Кизичеського монастиря, і Воскресенський собор — Новоєрусалимського монастиря («Архиєрейської дачі»), також мали криті арочні галереї і ступінчасту схему обсягів. Сам палацовий храм Зішестя Святого Духа з приділом Святої мучениці цариці Олександри займав лише другий поверх, на першому поверсі розміщувався вівтар в ім'я Миколи Чудотворця, храмова ікона в який була пожертвувана в середині XIX століття Ганною Давидівною Боратинською.
Чергування 4 і 8-гранних обсягів, сама ступінчаста структура церкви, співзвучна ступінчастій архітектурі вежі Сююмбіке, перевершувала дозорну вежу за багатством оздоблення, декору.
Нині тут знаходиться Музей історії державності татарського народу і Республіки Татарстан.

### Спасо-Преображенський монастир

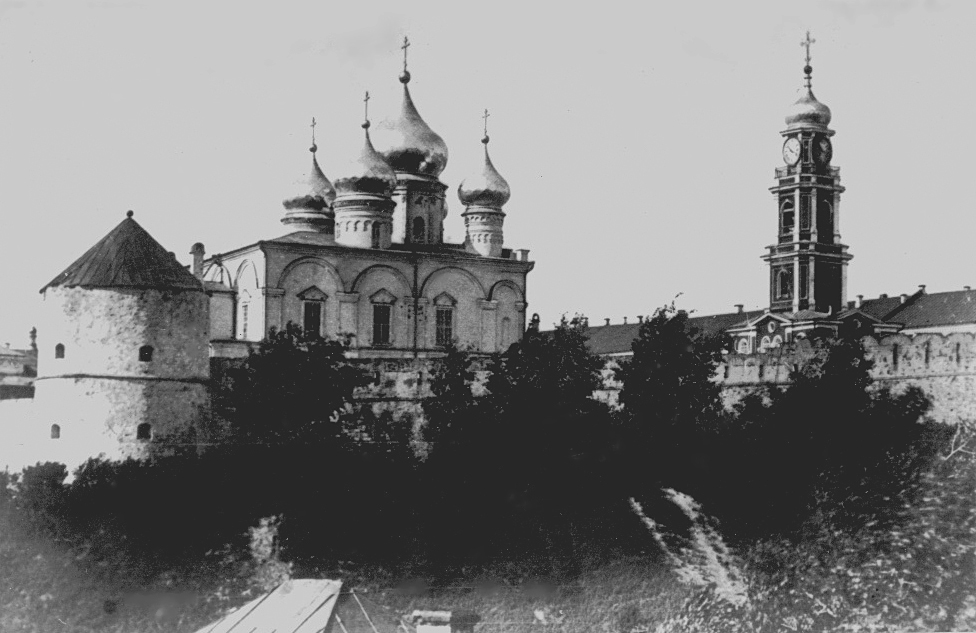
Преображенський собор і дзвіниця Спаського монастиря на початку XX століття

Заснований в XVI столітті св. Варсонофієм. У період Казанського ханства на території, що перебувала в той час за стінами фортеці, на місці, де в даний час знаходяться руїни музеефицированного комплексу Спаського монастиря, розташовувалося кладовище. Ця територія продовжувала служити некрополем і в наступні століття: «на старовинному монастирському некрополі протягом XV—XX ст. упокоилось не менше тисячі осіб (у тому числі і захоронення періоду Казанського ханства). Так воно і багатошарово (до 6-8 рівнів), і багатонаціональне.».
Збереглися братський корпус у північній частині монастиря; цегляна огорожа з східної сторони монастиря, реконструйований у формах XIX століття храм Миколи Ратного (служив чайною у розташованій в радянський час тут військової частини); подклет підірваного в 1930-х роках Преображ
енського собору; фундамент зруйнованої після 1917 року монастирської дзвіниці храму св. Варвари в нижньому ярусі, фундамент церкви св. Кипріяна та Іустинії.

### Будинок присутствених місць (губернської канцелярії)

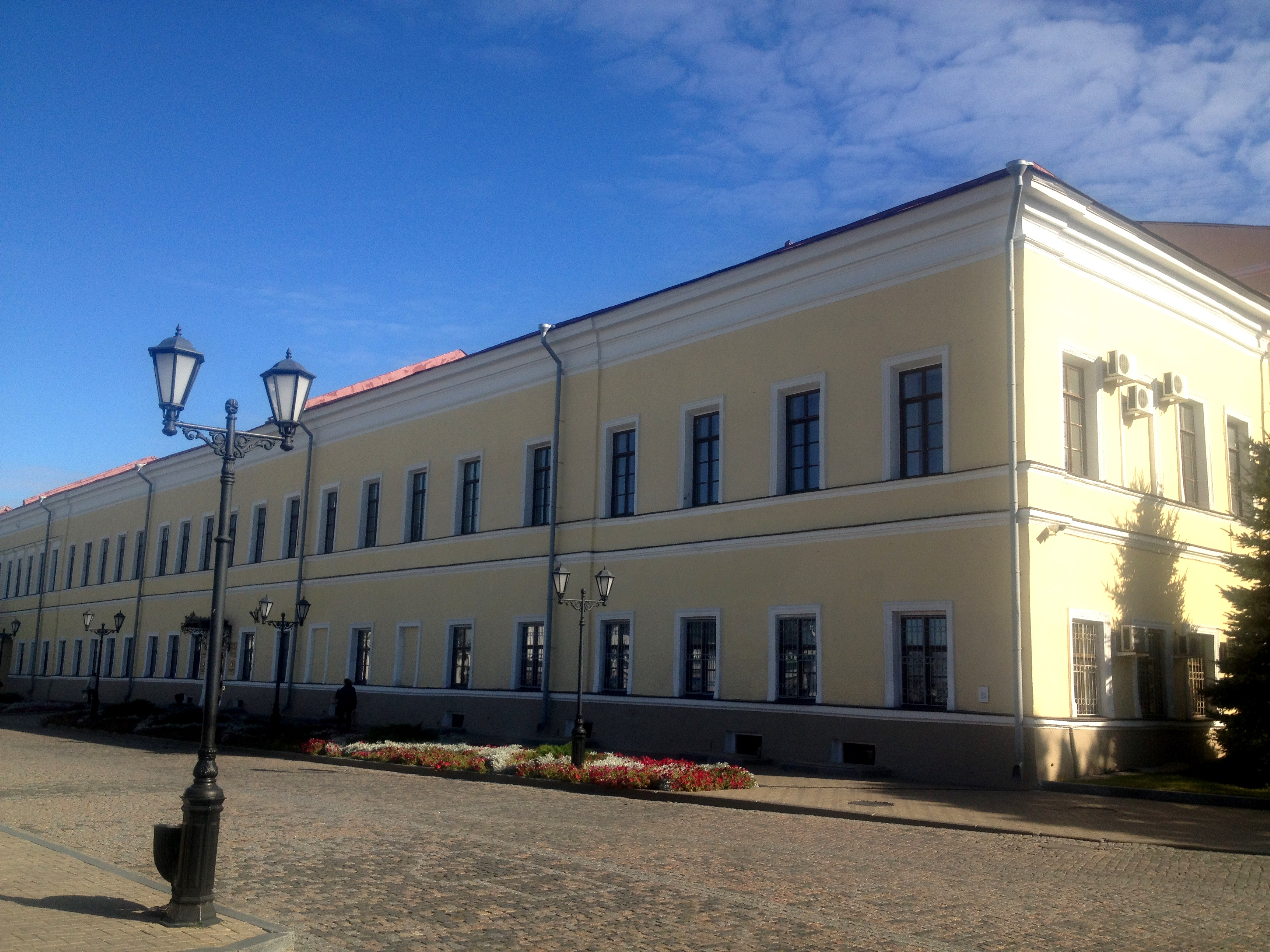
Будинок присутствених місць

Двоповерхова будівля губернаторського правління — присутствених місць розташована по праву бік головної вулиці кремлівської та Спаської башти. Проект складено Василем Кафтирьовим, який був у 1767 році направлений сенатом до Казані для деталізації генерального плану міста, розробленого комісією Санкт-Петербурга і Москви після великої пожежі в Казані в 1765 році. Головним був другий поверх, куди вищі чиновники і важливі відвідувачі піднімалися по парадних сходах, і де розташовувався зал «аудиэнции» перед «судовою палатою» — центральний зал з 4 вікнами. До неї примикали «секретна» і «секретарська», в інших кімнатах сиділи «приказные служителі». Будівля має підвальний поверх зі склепінчастими приміщеннями. Для проїзду в протяжний подвір'я між будинком присутствених місць і східним пряслом кремлівської стіни, будівля має два наскрізних проїзду, ділять будинок на 3 секції. З північного боку до будівлі примикає будівля колишньої Консисторії.

### Комплекс Гарматного двору

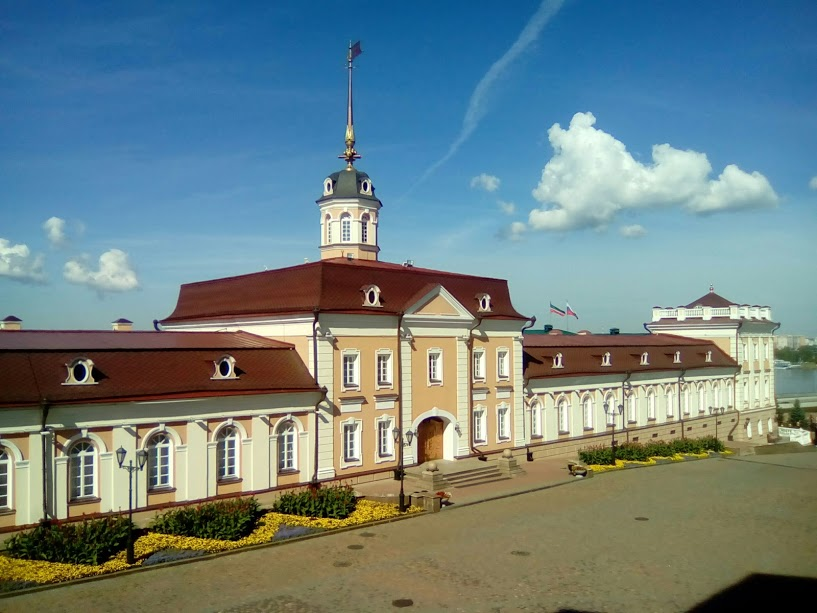
Головний корпус Гарматного двору

Ансамбль Гарматного двору складається з чотирьох корпусів. Тут розташовувався один з найбільших в Росії артилерійських дворів по виготовленню та ремонту артилерії. Казанський Арсенал вніс свій вклад у перемогу російської зброї у війні 1812 р. Після пожежі 1815 р. артилерійське виробництво пішло на спад, а в 1850 р. Казанський Арсенал припинив своє існування. У 1998 р. тут виявили ливарну яму кінця XVII ст., яку відкрили для відвідувачів після реставраційних робіт у 2017 р. Зараз вона знаходиться на території Музею Гарматного двору, який був відкритий в 2013 р. Також у складі комплексу Гарматного двору знаходиться Музей Зброї «Дух Воїна».

### Консисторський палац

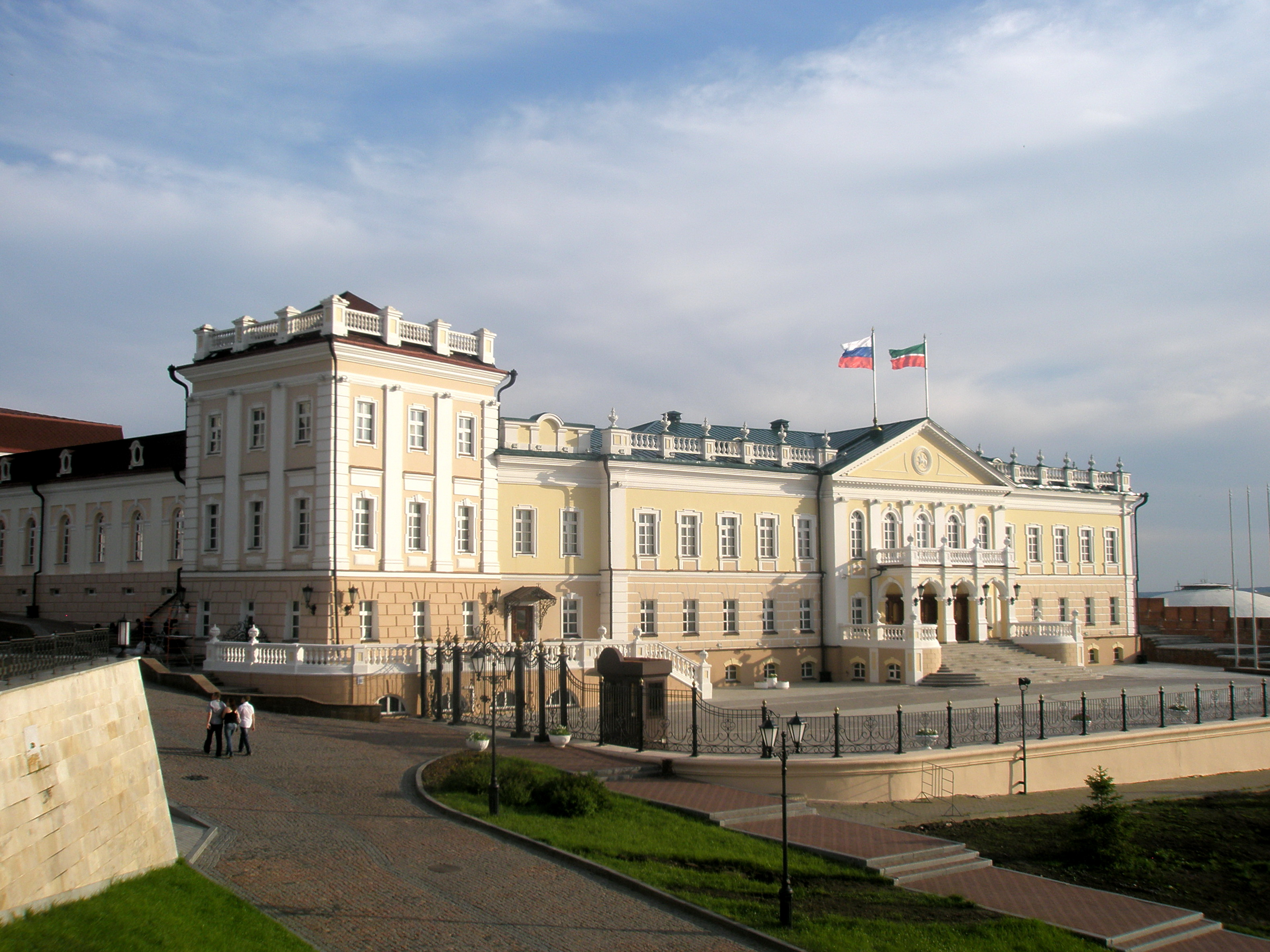
Консисторський палац

Консисторський палац — будівля духовного відомства зведена в XIX столітті. В радянський час в будівлі розміщувалося Міністерство охорони здоров'я Татарської АРСР.

### Архієрейський будинок
Із заснуванням Казанської єпархії в 1555 році аж до революції 1917 року резиденція православних єпископів, які керували Казанської єпархії (совпадавшей по території з Казанської губернії і раніше з «Казанським царством») перебувала в Казанському кремлі. Архієрейський будинок являє собою типове адміністративна будівля 19 століття. Центральні і бічні ризаліти звернені до східної стіни.
Після пугачівської облоги кремля і пожеж архієрейський будинок довгі роки був непридатний для проживання і потребував серйозної реставрації. За вказівкою імператора Миколи I, який відвідав Казань в 1836 році, були виділені кошти для відновлення Архієрейського будинку, і вже в 1841 році архієпископ Казанський і Свияжский Володимир (Ужинский) переїхав із заміської резиденції казанських архієреїв — Воскресенського Новоєрусалимського монастиря — в кремль.

### Юнкерське училище

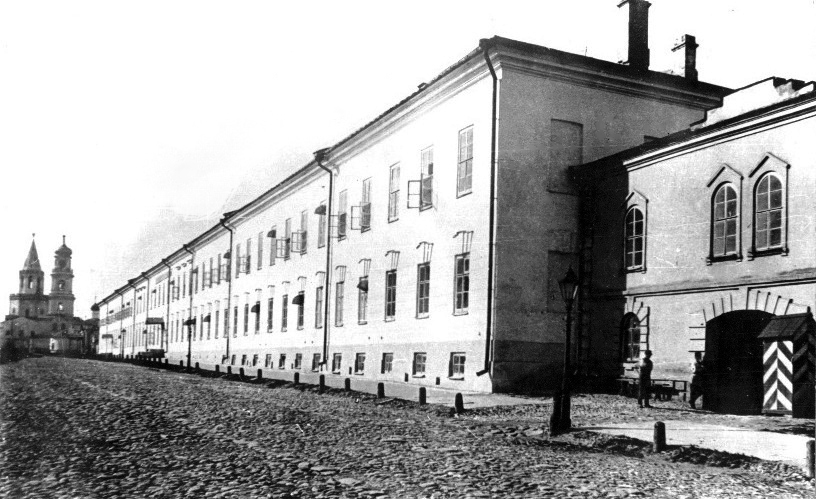
Юнкерське училище в XIX столітті

По лівій стороні головної кремлівської вулиці розташовується будівля, побудована в середині ХІХ століття для юнкерського училища на місці, де до скасування у XVIII столітті знаходився Троїцький монастир (заснований в XVI столітті), а пізніше в XVIII—XIX століттях — арсенал і артилерійський двір, де в 1812—1815 рр. знаходився один з найбільших в Росії гарматних заводів, виготовлялися нові гармати і частини до них, і ремонтувалися пошкоджені, що привозяться з армії.
Будівля побудована архітектором П. Р. П'ятницьким (архітектором будівель Казанського університету) «в стилі пізнього російського класицизму», на що вказує ясна симетрична планування, високі світлі навчальні приміщення обабіч центрального коридору, строгий екстер'єр будівлі і елементи оздоблення фасаду: профільовані наличники та рустовка по першому поверху. Головний вхід акцентовано навісним металевим фронтоном.
Зараз в будівлі знаходиться Національна картинна галерея «Хазине» та філія Державного Музею Ермітаж (м. Санкт-Петербург).

### Манеж
Стройовий манеж для проведення навчань Казанського військового училища побудований в 1880-ті роки за проектом 1881 р., виконаному в Петербурзі. Інженерне рішення покрівлі будівлі дозволило перекрити значну площу (18 х 56 метрів) однопрогоновими кроквяними конструкціями. Після проведеної в 2003—2006 рр. реставрації у будівлі передбачається влаштувати сховища і читальний зал Музею стародавніх книг і рукописів.

### Будівля гауптвахти
Знаходиться у південно-східному кутку, праворуч від головного в'їзду Спаської башти. Будівля побудована в 19 столітті на місці, де з 18 століття знаходився кам'яний цейхгауз — склад військового майна при губернській канцелярії, що стояла поруч. Архітектура будівлі гранично аскетична.

## Втрачені будівлі і споруди Казанського кремля
- Дзвіниця XVII століття Благовіщенського собору (знищена в 1928 році, мала 5 ярусів і служила місцем зберігання найбільшого дзвону дореволюційної Казані),
- Преображенський собор (підірваний в 1930-х роках);
- Дзвіниця з храмом св. Варвари в нижньому ярусі (знищена після 1917 року),
- Церква св. Кипріана та Юстинії.

## Археологічні дослідження Казанського кремля
Початок археологічним дослідженням поклали в XIX столітті казанські краєзнавці професор Казанського університету Микола Загоскін і Павло Пономарьов, досліджували котлован на місці споруджували корпусу юнкерського училища. Значні археологічні розкопки були проведені в 1920-х роках М. Ф. Калініним і О. С. Башкіровим. Систематичні дослідження, що ведуться з 1971 року під керівництвом К. С. Шавохина і Альфреда Халікова дозволили визначити стратиграфію культурних відкладень.
У 1990-х роках було проведено ряд археологічних досліджень, зокрема, не підтвердили версію, що Благовіщенський собор був побудований на місці головної мечеті ханства: яких-небудь фундаментів будівель періоду Казанського ханства під собором виявлено не було.

## Організації, що діють у Казанському кремлі
- Апарат Президента Республіки Татарстан
- Арбітражний суд РТ
- Музей ісламської культури
- Музей природної історії РТ
- Музей історії державності Республіки Татарстан і татарського народу
- Центр «Ермітаж-Казань» — Філія Державного Музею Ермітаж (р. Санкт-Петербург)
- Національна картинна галерея «Хазине»
- Музей-меморіал Ввв
- ЦВК РТ
- Інститут історії ім. Ш. Марджані АН РТ
- Громадська палата РТ
- Рада муніципальних утворень РТ
- Поштове відділення № 14